# Mirowo (województwo warmińsko-mazurskie)
Mirowo – osada w Polsce położona w województwie warmińsko-mazurskim, w powiecie szczycieńskim, w gminie Dźwierzuty.
Miejscowość wchodzi w skład sołectwa Dźwierzuty.
Według podziału administracyjnego Polski obowiązującego w latach 1975–1998 miejscowość należała do województwa olsztyńskiego.
Obecnie w miejscowości nie ma zabudowy. Na zdjęciu satelitarnym śródpolne zadrzewienia.